# Албазинская икона Божией Матери

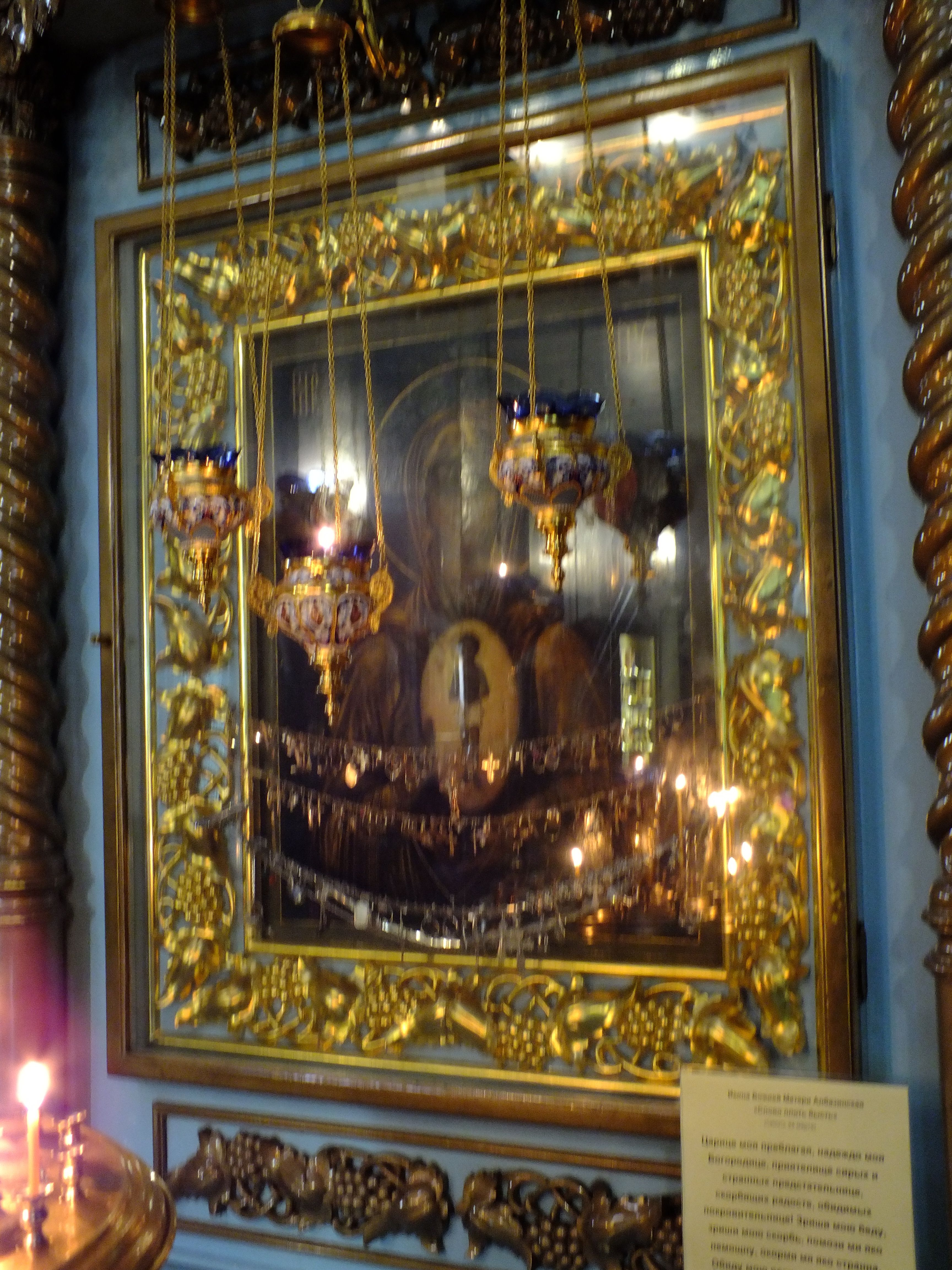
Икона Божией Матери Албазинской «Слово плоть бысть» в Успенском соборе Хабаровска

Албазинская икона Божией Матери «Слово плоть бысть» — почитаемая в Русской церкви икона Богородицы, святыня русского Приамурья. Время и место её явления неизвестны. Своё название она получила от крепости Албазин (ныне — село Албазино) на Амуре, основанной в 1650 году Ерофеем Хабаровым. Второй частью названия служат слова из Евангелия от Иоанна «И слово плоть бысть» («И слово стало плотью») (Ин. 1:14). Указом Святейшего синода от 24 августа 1895 года № 4142 разрешено совершать ежегодно 9 марта празднование в честь находящейся в Благовещенском кафедральном соборе древней иконы Божией Матери, именуемой «Слово плоть бысть», с присвоением ей наименования «Албазинской».

## Иконография
По иконографическому типу этот образ ближе всего к иконам «Оранта» (в русской традиции — «Знамение»). Он отмечается особым написанием фигуры Младенца, подчёркивающим его пребывание во чреве Матери, где Слово-Логос и стало плотью, вочеловечившись в благодатном чреве Приснодевы. Именно изображение на иконе «чревоношения» привело к тому, что среди православных христиан укоренился обычай молиться перед нею за будущих матерей.

## История
Крепость Албазин была основана на Амуре в 1651 году русским землепроходцем атаманом Ерофеем Хабаровым на месте «городка» даурского князя Албазы. В дальнейшем эта крепость неоднократно подвергалась нападениям войск китайского богдыхана. В 1658 году китайцы захватили Албазин и сожгли его. Однако, в 1665 году русские вернулись и восстановили крепость. Священноинок Ермоген, пришедший вместе с другими духовными лицами из Усть-Киренского Свято-Троицкого монастыря, принёс с собой благословение возрождённому краю — чудотворную икону «Слово плоть бысть», именуемую с тех пор Албазинской. В 1671 году священноинок Ермоген основал невдалеке от Албазина мужской монастырь во имя Всемилостивого Спаса, где и пребывала икона.
Русская православная церковь активно действовала на Дальнем Востоке, обращая в православие местных жителей. Однако непрекращающиеся набеги китайцев вынудили русских оставить Албазин. В 1690 году казаки ушли из поселения, срыв и уничтожив укрепления и перенеся чудотворную икону в Сретенск. Икона оставалась там до 1860 года, когда епископ Камчатский Вениамин (Благонравов), преемник святителя Иннокентия, перенёс её в Благовещенск, в кафедральный собор Успения Божией Матери. Для образа изготовили серебряный оклад с памятной надписью: «Сия Албазинская икона Божией Матери принесена из Сретенска в Благовещенск преосвященнейшим Вениамином, епископом Камчатским, Курильским и Алеутским в июне 1860 года при первом вступлении его в свой епархиальный город». По другим данным икона была перенесена в Благовещенск в 1868 году: «Преподобный Ермоген по сдаче Албазина китайцам возвратился в Забайкалье, захватив с собою иконы… и оставил в Сретенске две иконы, как бы в благословение будущему Амурскому краю. Одна из этих икон именуемая „Слово плоть бысть“ или Албазинская икона Богоматери, была доставлена в 1868 г. Высокопреосвященнейшим Вениамином в г. Благовещенск. Другая икона Всемилостивейшего Спаса находится в Албазине в новом храме за левым клиросом».
В 1885 году епископ Камчатский Гурий установил ей ежегодное празднование 9 (22) марта и еженедельное чтение акафиста с молебным пением, после того как икона явила новые чудеса во время эпидемии моровой язвы.
С 1902 года ежегодно, после второго дня Святой Троицы, Албазинская икона совершала длительный путь по Дальнему Востоку. От кафедрального собора до Зейской переправы её торжественно провожали соединённые крестные ходы от всех церквей во главе с епископом, затем на специальном пароходе вниз по Амуру икона двигалась до Николаевска-на-Амуре, вверх по притокам Амура и на остров Сахалин; примерно через 2 месяца Албазинская икона возвращалась в Благовещенск.
Летом 1900 года во время Боксёрского восстания китайцы вновь осадили Благовещенск. Всё время девятнадцатидневной осады в Благовещенском храме непрерывно шла служба и читались акафисты. По преданию, заступничество Богородицы помогло отогнать неприятеля от города, китайские солдаты часто видели женщину в белом с ребёнком на руках, шедшую по берегам Амура и внушающую им страх и жалость.
В 1916 году этой иконой был освящён Амурский железнодорожный мост имени наследника-цесаревича Алексея Николаевича, завершая строительство Транссибирской железнодорожной магистрали.
В 1924 году кафедральный собор Благовещенска сгорел. Православные перенесли спасённую от огня икону в Пророко-Ильинскую церковь. В 1938 году святыня была передана в городской музей. В 1991 году икона была возвращена в церковь. В 2002 году в мастерских художественно-производственного предприятия «Софрино» города Москвы была произведена полная реставрация иконы.
По инициативе епископа Гавриила (Стеблюченко) была возобновлена традиция крестных ходов с иконой по Дальнему Востоку из Благовещенска до Николаевска-на-Амуре на теплоходе «Миклухо-Маклай». В конце апреля 2000 года чудотворный образ на военном самолёте совершил путешествие на Сахалин; 1 мая икона была отправлена в специальном вагоне поезда из Благовещенска в Москву, где с 7 по 13 мая находилась в мужском Сретенском монастыре; на обратном пути посетила Иркутск и Читу. В октябре 2003 года икона была перенесена в новый Благовещенский кафедральный собор.

## Хабаровский список
В 1895 году был сделан список с иконы по заказу купца Василия Плюснина, который был пожертвован хабаровскому собору Успения Божией Матери. В 1930-е годы собор был закрыт и затем разрушен. Икона, в связи с её высокой историко-художественной ценностью, была помещена в запасник краеведческого музея. В сентябре 1999 года Хабаровский краевой музей передал икону Хабаровской епархии. 18 сентября того же года крестным ходом её перенесли в кафедральный Христорождественский собор, а в 2002 году список иконы перенесли на её историческое место в воссозданный Успенский собор.